# Jean Marteau (écrivain)
Pour les articles homonymes, voir Jean Marteau.
Jean Marteau, né en 1903 à Genève où il est mort en 1970, est un journaliste et écrivain genevois. 

## Biographie
Fils du violoniste Henri Marteau et d'Agnès von Ernst, il est l'auteur de romans et nouvelles parmi lesquels : 
- Ivoire ou Corne (1934)
- Pont tournant (1937)
- La Mainmorte (1939)
- Monsieur Napoléon (1941)
- Arc-en-ciel (1943)
- Crèvecœur (1945)
- Les Guerriers gris (1947)
- Ernestine (1953)
- Entre ciel et terre (1964)

Des recueils de certains articles parus notamment dans La Tribune de Genève ont également paru sous le titre Genève et ses vieux bistrots (1971), Chroniques à la sauce genevoise (1967), Les Chemins de Genève (1963). Peu après la mort de l'écrivain, une association notamment destinée à promouvoir la mémoire d'Henri et de Jean Marteau a été fondée.
Une place porte son nom à Genève.